# Dortberghaus

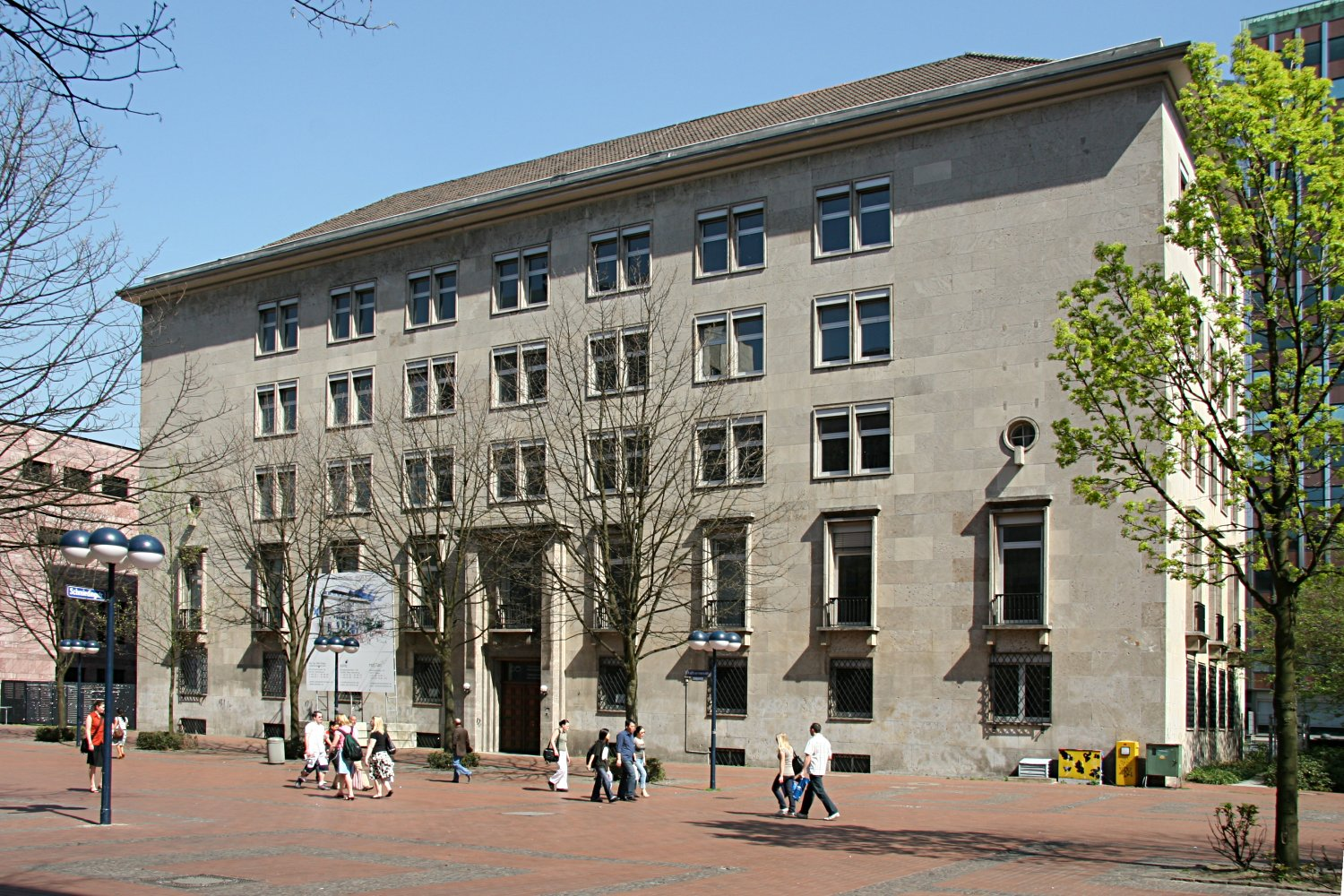
Dortberghaus, von der Schmiedingstraße aus gesehen

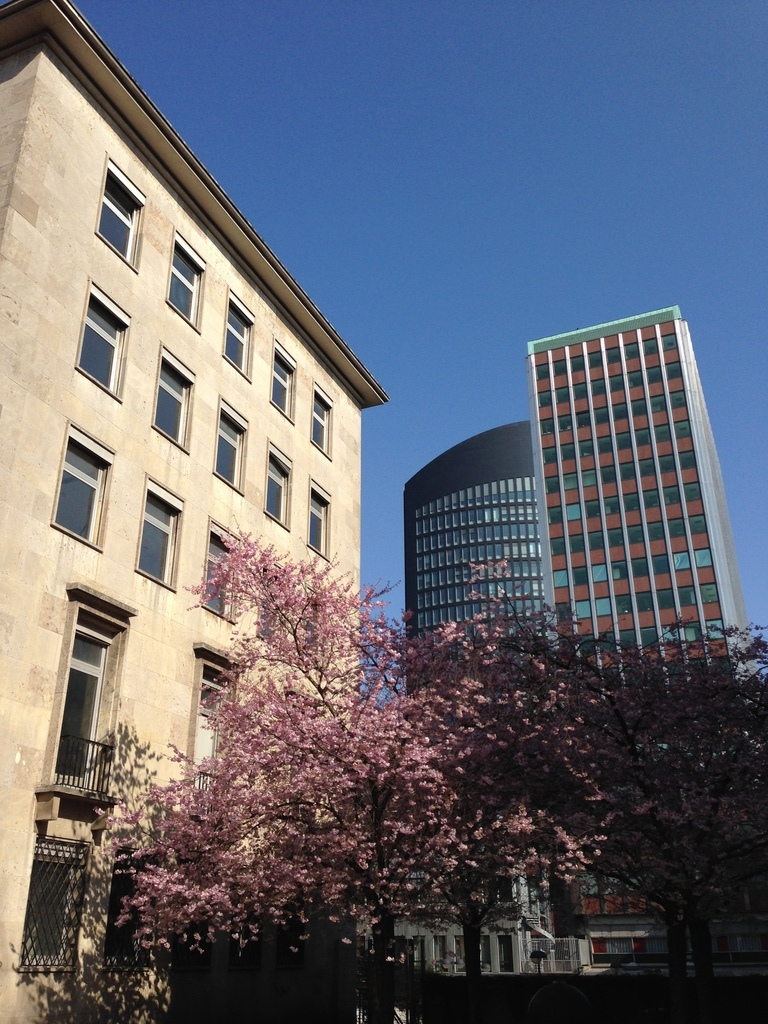
Dortberghaus, RWE-Tower und Sparkassen-Hochhaus

Das Dortberghaus ist ein denkmalgeschütztes Gebäude in der Dortmunder Innenstadt.
Das Dortberghaus entstand in den Jahren 1937–1938 nach den Plänen des Kölner Architekten Emil Rudolf Mewes als Verwaltungsgebäude der Gelsenkirchener Bergwerks-AG (Gruppe Dortmund). Das Gebäude befindet sich in unmittelbarer Nähe des Dortmunder Hauptbahnhofs und südlich der Katharinentreppe hinter der Stadt- und Landesbibliothek Dortmund.
Die Gelsenkirchener Bergwerks-AG schrieb 1936 einen Architekturwettbewerb zur Errichtung des Gebäudes aus, den Emil Rudolf Mewes gewann. Durch den Beginn des Zweiten Weltkrieges konnte das in U-Form geplante Gebäude nicht vollständig fertiggestellt werden.
Seinen noch heute gebräuchlichen Namen erhielt das Gebäude nach der abgekürzt Dortberg genannten Dortmunder Bergbau AG, die 1953 aus der vormaligen Gruppe Dortmund der Gelsenkirchener Bergwerks-AG entstand.
Später nutzte die Dortmunder Stadtverwaltung das Gebäude als Bauordnungs- und Katasteramt.
Im Jahr 2004 wurde das Gebäude durch die Stadtverwaltung geräumt. Seit April 2022 befindet sich ein Hotel im Gebäude.
Das Dortberghaus ist als Baudenkmal in die Denkmalliste der Stadt Dortmund eingetragen und Teil der Route der Industriekultur.